# Dietă macrobiotică

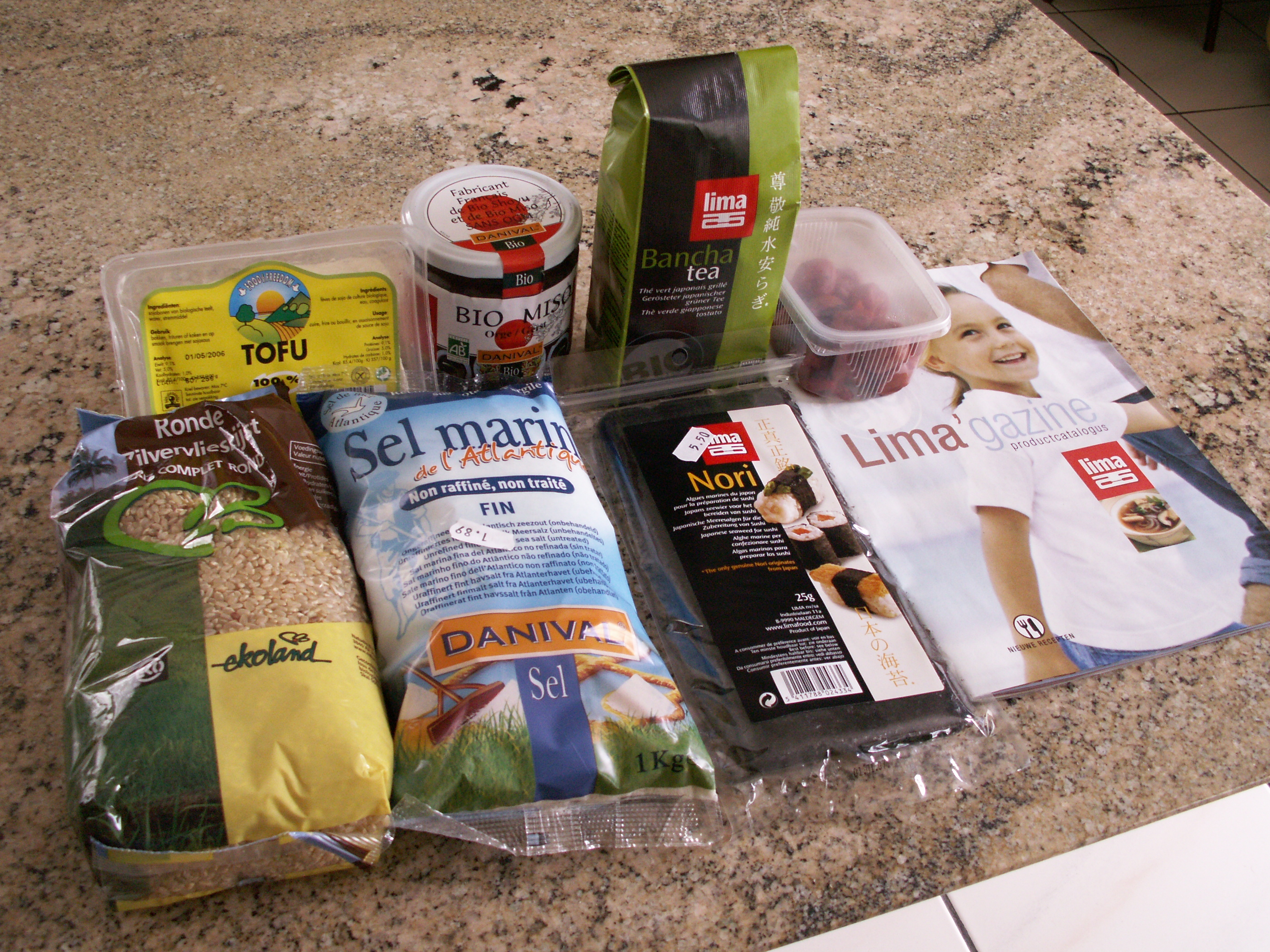
Alimente macrobiotice

O dietă macrobiotică (sau macrobiotică, din grecescul macro = mare, larg, și bios = viață) este un regim ce implică consumul grânelor ca bază alimentară și evitarea produselor procesate și rafinate. Macrobiotica se mai adresează modului de a mânca, recomandând împotriva consumului în exces și solicitând ca mâncarea să fie mestecată înainte de înghițire.
„Plantele de exemplu nu conțin vitamina B12. Lipsa acestei vitamine afectează în cele din urmă creierul, mai ales la copii; asta s-a întâmplat în anii '70 când Adelbert Nelissen, liderul unei secte, a convins părinții unor copii să-i alimenteze exclusiv macrobiotic-veganistic. Copiii au fost malnutriți și nu s-au mai recuperat; ca adolescenți ei aveau creiere care funcționau prost.”—Martijn B. Katan, 6 mei 2017: Eetfabels uit de oorlog

## Conceptual

Conceptul echilibrului ce stă la baza dietei macrobiotice

Dieta macrobiotică este asociată cu budismul Zen și se bazează pe ideea obținerii echilibrului (Yin și Yang). Dieta a fost popularizată de George Ohsawa în anii 1930 și ulterior a fost revizuită de discipolul său Michio Kushi. Istoricul medical Barbara Clow, cu referire la dietă, a comunicat că, împreună cu multe alte tipuri de medicină alternativă, macrobiotica are o viziune despre boală și  terapia acesteia contradictorie cu medicina clasică. Dieta macrobiotică este axată pe consumul de grâu întreg, cereale, legume, fructe, alge, produse de soie fermentate, combinate în mese conform principiului chinezesc al echilibrului cunoscut sub numele de Yin și Yang.

## Compoziție
Macrobiotica este considerată mai degrabă ca o abordare a vieții decât o dietă. Unele ghiduri generale pentru dietă sunt următoarele (este de asemenea spus că o dietă macrobiotică variază mult după circumstanțele geografice și stilului de viață):
- Grâne de cereale bine mestecate, în special orez brun: 25%-30%
- Legume: 30%-40%
- Fasole și păstăi: 5%-10%
- Supă miso (supă tradițională japoneză 味噌汁): 5%
- Alimente procesate natural sau tradițional: 5%-10%.

Restul este constituit din semințe și nuci, pește și mâncare de mare, unturi din semințe, condimente, îndulcitori, fructe și răcoritoare. Alte alimente animale pot fi incluse dacă este necesar pentru a face tranziția între diete, sau după nevoile individuale.